# Walt Hazzard

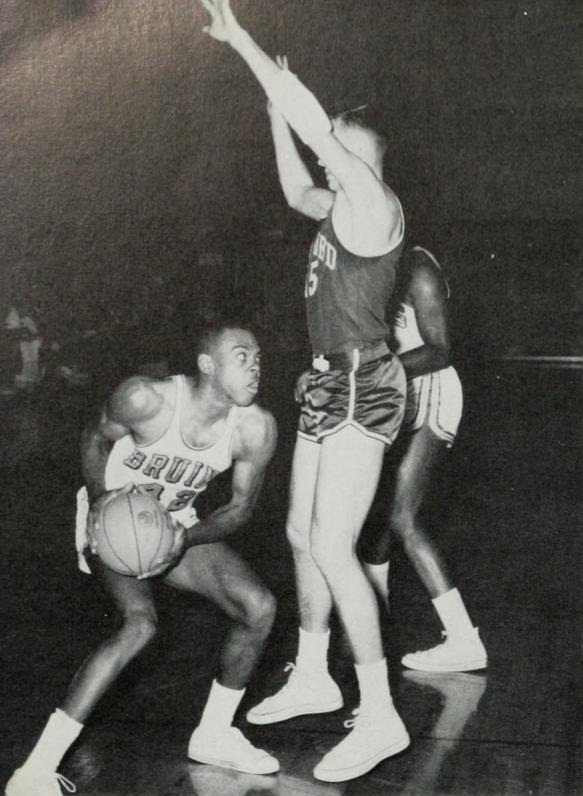
Hazzard con los Bruins.

Mahdi Abdul-Rahman (nacido como Walter Raphael Hazzard Jr.; Wilmington, Delaware, 15 de abril de 1942-Los Ángeles, California, 18 de noviembre de 2011) fue un jugador de baloncesto estadounidense que jugó durante 10 temporadas en la NBA. Con 1,88 metros de altura, jugaba en la posición de Base. Entre 1984 y 1988 fue entrenador de los UCLA Bruins de la NCAA.

## Trayectoria deportiva

### Universidad
Jugó durante 4 temporadas con los Bruins de la Universidad de California Los Ángeles (UCLA). Con ellos llegó a la Final Four de la NCAA en 1964, perdiendo en semifinales ante Cincinnati, a la postre campeones. En 1964 completaron una temporada imbatidos, gracias principalmente a él mismo, a su compañero Gail Goodrich y al entrenador John Wooden. Finalmente ganaron el campeonato, siendo Hazzard elegido por Associated Press como Mejor Jugador del Torneo. 
Ese mismo año acudió con la selección de baloncesto de Estados Unidos a los Juegos Olímpicos de Tokio, ganando la medalla de oro. En sus tres últimas temporadas como universitario promedió 16,1 puntos y 5,5 rebotes por partido. Su camiseta con el número 42 fue retirada por el equipo como homenaje.

### Profesional
Fue elegido en la quinta posición, como elección territorial, en el Draft de la NBA de 1964 por Los Angeles Lakers, donde jugó durante 3 temporadas, antes de ser traspasado a Seattle Supersonics a comienzos de la temporada 1967-68. Ese año sería el mejor de su carrera, promediando 24,0 puntos y 6,2 asistencias, y siendo elegido para jugar el All-Star Game. Con highs de 45 puntos y 17 asistencias.
Al año siguiente fue traspasado a Atlanta Hawks a cambio del futuro miembro del Basketball Hall of Fame Lenny Wilkens, donde permaneció durante 3 temporadas. Jugó también con los Buffalo Braves y Golden State Warriors antes de regresar a Seattle en la temporada 1973-74, la última como profesional. En el total de su carrera promedió 12,6 puntos, 4,9 asistencias y 3,0 rebotes por encuentro.

### Entrenador
En 1984 regresa a UCLA, para hacerse cargo del puesto de entrenador del equipo. Ese mismo año es incluido en el Salón de la Fama de la universidad. En 1985 ganó el National Invitation Tournament, contando en sus filas con Reggie Miller, y en 1987 ganó el torneo de la Pacific Ten Conference. En total dirigió al equipo en 125 partidos, ganando 77.
Falleció el 18 de noviembre de 2011 en el UCLA Centro Médico Ronald Reagan de Los Ángeles (California) debido a complicaciones surgidas tras haber sido intervenido quirúrgicamente por graves problemas cardiacos.

## Estadísticas de su carrera en la NBA

### Temporada regular
| Año     | Equipo       | PJ  | PT | MPP  | %TC  | %3P | %TL  | RPP | APP | ROB | TPP | PPP  |
| ------- | ------------ | --- | -- | ---- | ---- | --- | ---- | --- | --- | --- | --- | ---- |
| 1964-65 | Los Angeles  | 66  | -  | 13.9 | .382 | -   | .648 | 1.7 | 2.1 | -   | -   | 4.2  |
| 1965-66 | Los Angeles  | 80  | -  | 27.5 | .457 | -   | .708 | 2.7 | 4.9 | -   | -   | 13.7 |
| 1966-67 | Los Angeles  | 79  | -  | 20.8 | .426 | -   | .729 | 2.9 | 4.1 | -   | -   | 9.3  |
| 1967-68 | Seattle      | 79  | -  | 33.7 | .441 | -   | .774 | 4.2 | 6.2 | -   | -   | 24.0 |
| 1968-69 | Atlanta      | 80  | -  | 30.3 | .397 | -   | .707 | 3.3 | 5.9 | -   | -   | 11.2 |
| 1969-70 | Atlanta      | 82  | -  | 33.6 | .467 | -   | .809 | 4.0 | 6.8 | -   | -   | 15.3 |
| 1970-71 | Atlanta      | 82  | -  | 35.1 | .459 | -   | .759 | 3.7 | 6.3 | -   | -   | 16.5 |
| 1971-72 | Buffalo      | 72  | -  | 33.2 | .451 | -   | .782 | 3.0 | 5.6 | -   | -   | 15.8 |
| 1972-73 | Buffalo      | 9   | -  | 14.9 | .417 | -   | .500 | 1.1 | 1.9 | -   | -   | 5.9  |
| 1972-73 | Golden State | 46  | -  | 13.7 | .418 | -   | .863 | 1.7 | 2.4 | -   | -   | 4.5  |
| 1973-74 | Seattle      | 49  | -  | 11.7 | .422 | -   | .756 | 1.2 | 2.5 | .5  | .1  | 3.8  |
| Total   | Total        | 724 | -  | 26.5 | .441 | -   | .757 | 3.0 | 4.9 | .5  | .1  | 12.6 |

### Playoffs
| Año     | Equipo       | PJ | PT | MPP  | %TC  | %3P | %TL   | RPP | APP | ROB | TPP | PPP  |
| ------- | ------------ | -- | -- | ---- | ---- | --- | ----- | --- | --- | --- | --- | ---- |
| 1965-66 | Los Angeles  | 7  | -  | 16.9 | .333 | -   | .750  | 2.6 | 4.3 | -   | -   | 7.6  |
| 1966-67 | Los Angeles  | 14 | -  | 24.3 | .493 | -   | .619  | 2.9 | 3.1 | -   | -   | 11.9 |
| 1967-68 | Los Angeles  | 3  | -  | 28.7 | .240 | -   | .800  | 2.7 | 5.3 | -   | -   | 6.7  |
| 1969-70 | Atlanta      | 11 | -  | 32.7 | .393 | -   | .787  | 3.0 | 3.9 | -   | -   | 14.0 |
| 1970-71 | Atlanta      | 7  | -  | 36.4 | .500 | -   | .625  | 3.4 | 7.7 | -   | -   | 21.4 |
| 1971-72 | Atlanta      | 5  | -  | 40.4 | .329 | -   | .800  | 5.0 | 5.4 | -   | -   | 14.0 |
| 1972-73 | Golden State | 11 | -  | 19.5 | .357 | -   | 1.000 | 1.8 | 2.5 | -   | -   | 6.5  |
| Total   | Total        | 58 | -  | 27.2 | .413 | -   | .738  | 2.9 | 4.2 | -   | -   | 11.8 |